# بلزو
بلزو (به لهستانی:  Bledzew) یک روستا در لهستان است که در گمینا بلزو واقع شده‌است. بلزو ۱٬۳۰۰ نفر جمعیت دارد.